# Zoogloea (Gattung)

Zoogloea resiniphila in seiner gefockten Form (links) und in suspendierter (rechts).

Zoogloea ist eine Gattung von gramnegativen, aeroben Stäbchenbakterien aus der Familie Rhodocyclaceae. Die Gattung enthält fünf Arten, Typusart ist das Abwasserbakterium Zoogloea ramigera.

## Merkmale
Zoogloea-Zellen sind gramnegative, mit einer einzigen, polaren Geißel versehene Stäbchen von 2,1 bis 3,6 µm Länge und 1,0 bis 1,2 µm Dicke. Sie sind oxidasepositiv und schwach katalasepositiv. 
Es gibt zwei Formen des zoogloealen Wachstums. In einer Form bildet Zoogloea in wässrigem Medium Flocken, bestehend aus finger- oder bäumchenförmigen Zellkolonien, die in eine Gallerte eingebettet sind. In der anderen bildet sie eine amorphe oder kugelförmige Erscheinung aus. Amorphes zoogloales Wachstum hat keine spezifische Form.
Zoogloea ist aerob und kann bei Sauerstoffmangel zu Nitrat als Elektronenakzeptor (Denitrifikation) wechseln, weshalb sie keine organischen Säuren als Zuckerabbauprodukte ausscheidet (wie dies etwa die Milchsäurebakterien tun). Sie ist in der Lage, den aromatischen Ring der Benzoesäure aufzubrechen; häufigste Fettsäure ist Palmitoleinsäure, und Hefeextrakt wirkt als Wachstumsfaktor. Das hauptsächliche chemische Unterscheidungsmerkmal gegenüber morphologisch ähnlichen Bakterien ist der Besitz des seltenen Chinons Rhodochinon-8 (neben Ubichinon-8).

## Systematik
Die 1868 von Itzigsohn beschriebene Gattung wurde bei der Einführung des International Code of Nomenclature of Bacteria 1980 mit der einzigen Art Zoogloea ramigera übernommen, obwohl bereits in den 1960er Jahren eine Polyphylie diskutiert wurde. 1993 beschrieben Shin, Hiraishi und Sugiyama die Gattung neu (Emendation). Zum damaligen Zeitpunkt wurde unter anderem der Stamm IAM 12669, seit 2006 Typus der zu den Alphaproteobacteria gehörigen Crabtreella saccharophila, noch zu Zoogloea ramigera gerechnet. Durch Sequenzierung der ribosomalen RNA und DNA-Hybridisierung stellten sie fest, dass die Rhodochinon besitzenden Stämme tatsächlich eng miteinander verwandt sind und zur Verwandtschaft von Rhodocyclus purpureus gehören, während Stämme ohne Rhodochinon zu anderen Zweigen der Betaproteobacteria oder im oben erwähnten Fall sogar zu den Alphaproteobacteria gehören.
Da Shin und Kollegen 1993 weiterhin von einer einzigen Art Zoogloea ramigera ausgingen, gilt die Emendation auch für diese.
Folgende Arten werden zu der Gattung gestellt (Stand: September 2023):
- Zoogloea caeni Shao et al. 2009
- Zoogloea dura Dahal et al. 2020
- Zoogloea oleivorans Farkas et al. 2015
- Zoogloea oryzae Xie & Yokota 2006
- Zoogloea ramigera Itzigsohn 1868
- Zoogloea resiniphila Mohn et al. 1999